# Bazylika św. Prokopa w Třebíču
Bazylika św. Prokopa (czes. Bazilika svatého Prokopa) – romańsko-gotycka świątynia znajdująca się w mieście Třebíč, w południowo-zachodnich Morawach. Od 2003 jest wpisana na listę dziedzictwa UNESCO (kryterium II, III) wraz z dzielnicą i cmentarzem żydowskim.

## Historia
Bazylika związana jest z powstałym tutaj w 1101 r. klasztorem benedyktyńskim. W 1104 wybudowano obok niego kaplicę p. w. św. Benedykta, ale już pięć lat później klasztor miał własny kościół pod wezwaniem Wniebowzięcia Najświętszej Maryi Panny, wzniesiony w stylu romańskim. W kolejnym wieku opactwo rozwijało się, zostało też otoczone murami obronnymi. Kościół razem z klasztorem przebudowano w latach 1240–1260 w stylu gotyckim.
W 1468 Třebič oblegany był przez węgierskie wojska króla Macieja Korwina, które uszkodziły świątynię. Później, przez ponad dwa wieki, kościół był wykorzystywany na cele świeckie – m.in. jako spichlerz i browar, a w okresie wojny trzydziestoletniej Szwedzi urządzili w nim magazyn piwa i stajnie.
Dopiero w 1704 najmniej zniszczoną część wyremontował Jan Karel z Valdštejna (m.in. prezbiterium), a generalny remont przeprowadził w latach 1725–1731 czeski architekt František Maxmilian Kaňka. Obiekt odzyskał swoją sakralną funkcję, przyjmując jednocześnie wezwanie św. Prokopa, przy okazji dobudowano dwie wieże w stylu barokowym. Podobnie barokowy wygląd uzyskało sklepienie w głównej nawie (gotyckie zostało zniszczone podczas walk w XV wieku).
W latach 1924–1935 odbyła się kolejna renowacja wnętrza pod kierunkiem Kamila Hilberta – m.in. do wnętrza wstawiono wówczas neogotycki ołtarz poświęcony św. Wojciechowi. W 1956 zakończono odbudowę południowej kaplicy z apsydą.
Do bazyliki przylegają zabudowania dawnego klasztoru, który po zniszczeniach w XV wieku przeszedł w świeckie ręce i został przebudowany na pałacową rezydencję (ostatni mnisi opuścili miasto w 1525). Aż do 1945 jego właścicielami byli Waldsteinowie, a obecnie mieści Muzeum Wysoczyny. Znajdują się tutaj także pozostałości murów obronnych, otaczających klasztor.

## Architektura
Trójnawowa bazylika ma długość 65, a szerokość 27 metrów. Główną nawę od wschodu zamyka apsyda z romańską rozetą. Równie cenna jest romańska krypta, najstarsza część kościoła, z żebrowym i krzyżowym sklepieniem (pod koniec XVI wieku była używana jako piwnica browaru). Gotyckie sklepienie krzyżowe znajduje się także w prezbiterium.
Do północnej przylega prostokątny romański przedsionek (również posiada sklepienie żebrowe), w którym znajduje się portal, bogato zdobiony motywami ze Starego Testamentu (tzw. Portal paradisi). Portal powstał w XIII wieku, potem w okresie użytkowania bazyliki do celów świeckich został zabudowany i ponownie odkryto go dopiero w 1862.
Północną nawę zamyka kaplica opacka, w której przetrwały malowidła ścienne z XIII wieku – są to drugie najstarsze freski na Morawach (najstarsze znajdują się w kaplicy św. Katarzyny w Znojmie).

## Galeria

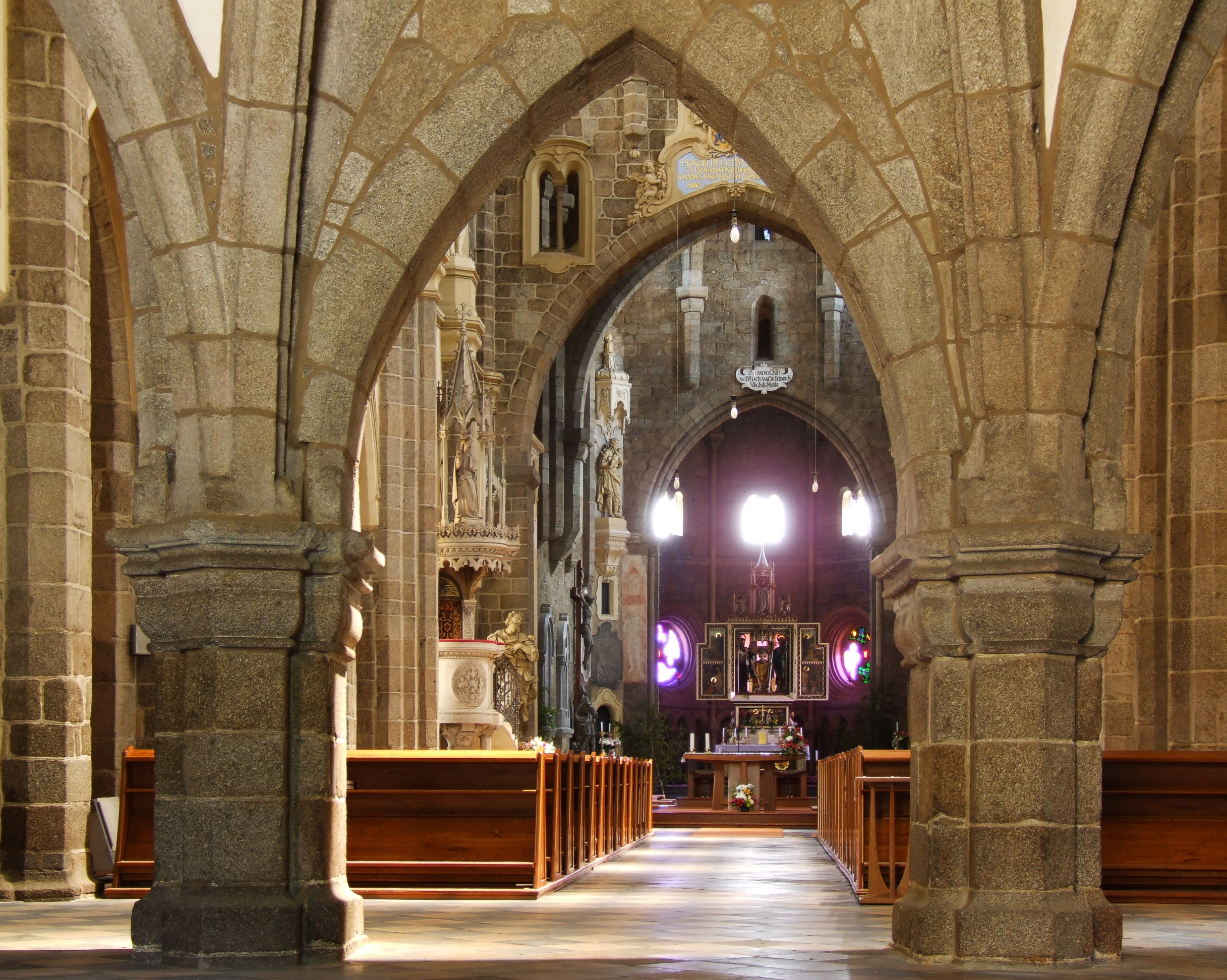
Główna nawa – w tle neogotycki ołtarz
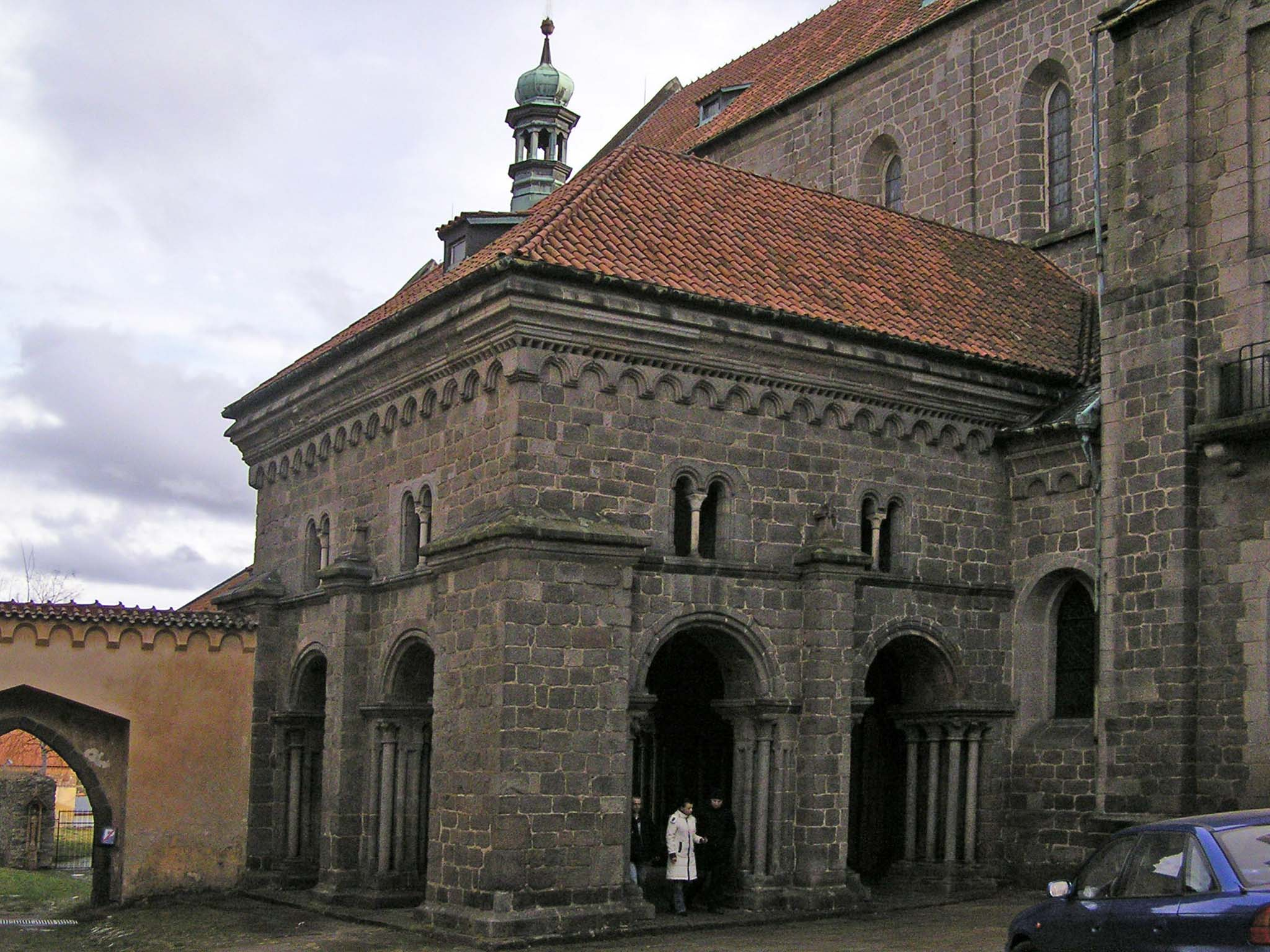
Północny przedsionek
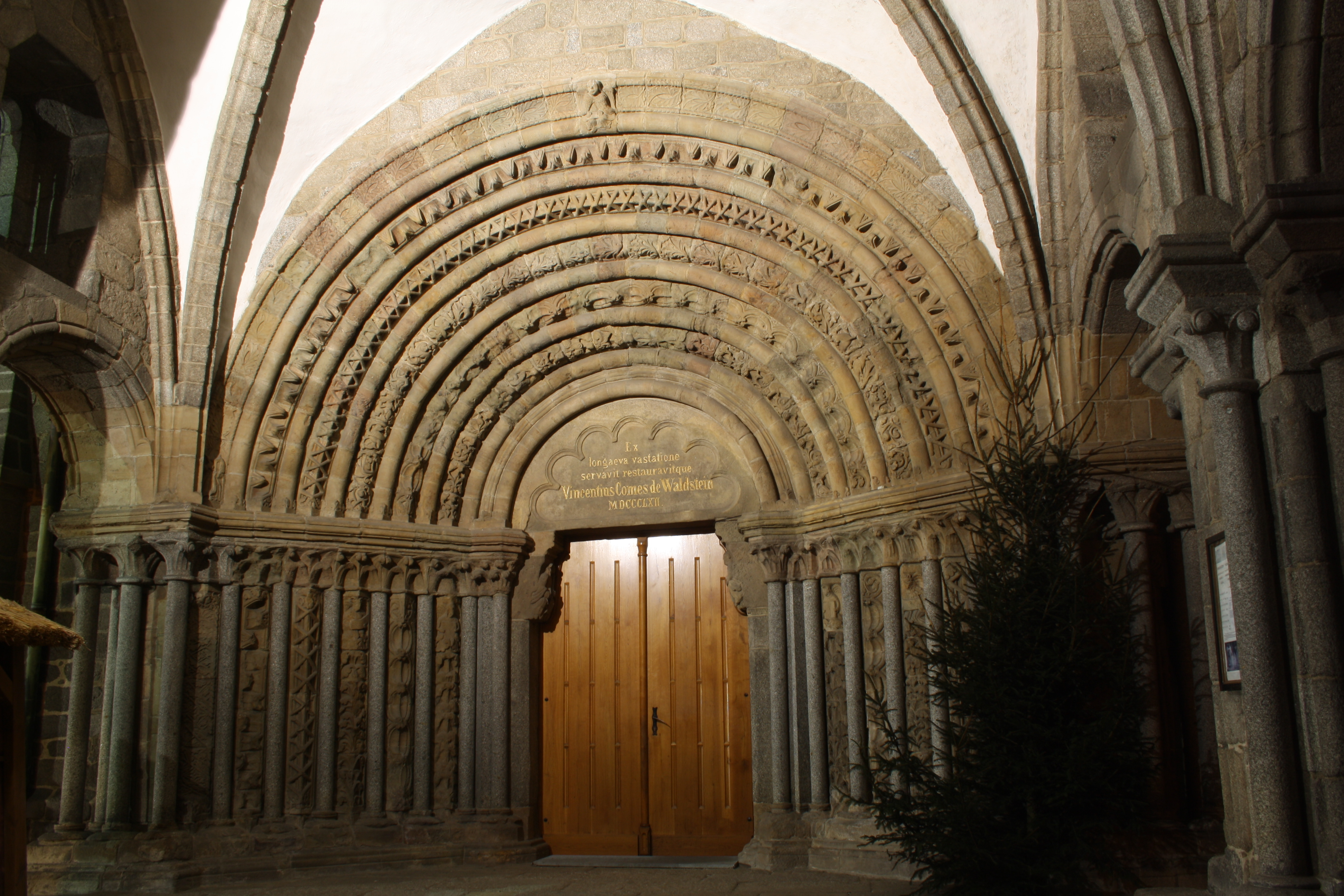
Portal paradisi
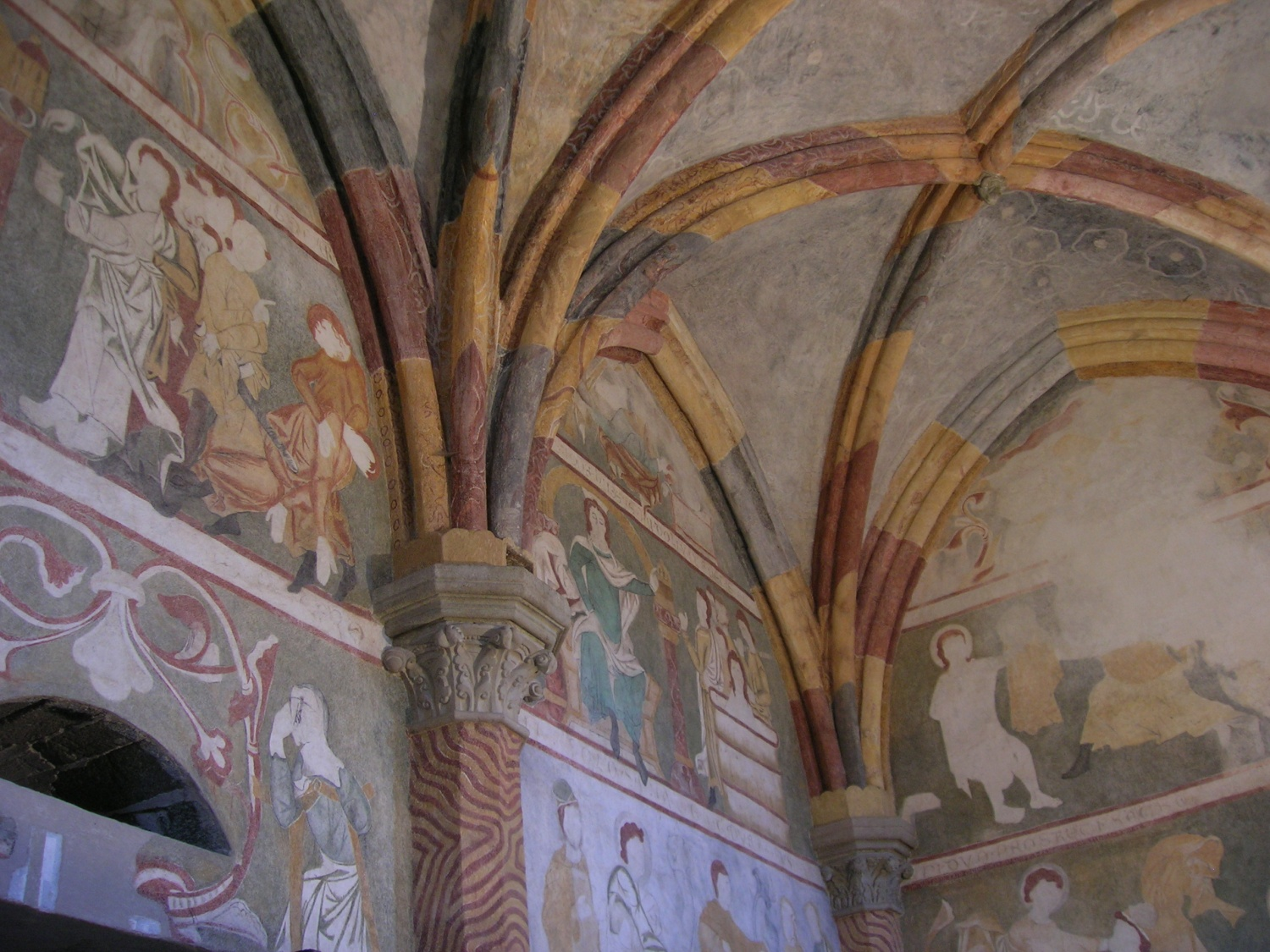
Malowidła w kaplicy opackiej